# Équipe de Montserrat masculine de volley-ball
L'équipe de Montserrat de volley-ball est composée des meilleurs joueurs montserratiens sélectionnés par la Fédération montserratienne de Volleyball. Elle n'est actuellement pas classée par la Fédération Internationale de Volleyball au 15 janvier 2010.

## Sélection actuelle
Sélection pour les qualifications aux Championnats du monde 2010.
Entraîneur : Denfield Morris 

## Palmarès et parcours

### Palmarès
Néant.